# Gretchen Oberfranc
Gretchen Oberfranc, auch Gretchen M. Oberfranc (* 1. Januar 1951) ist eine ehemalige Bibliothekarin an der Princeton University, die mehr als 40 Ausgaben des Princeton University Library Chronicle herausgab.

## Leben
Oberfranc arbeitete bereits als Vierzehnjährige in der Kinderbuchabteilung der Bibliothek ihrer Heimatstadt. Sie wechselte 1977 an die Newberry Library, wo sie 24 Jahre lang als copyeditor arbeitete, als Lektorin, eine Position, in der sie die Herausgabe von Hunderten von Manuskripten betreute. Ausgangspunkt war ihre Mitarbeit am Atlas of Early American History. The Revolutionary Era, 1760–1790, Princeton 1976. Später wechselte sie von der Press zu den Rare Books and Special Collections mit ihren mittelalterlichen Manuskripten, Inkunabeln und Rara. 
Oberfranc war als Nachfolgerin von Patricia H. Marks ab 2002 die Herausgeberin des in drei jährlichen Ausgaben erscheinenden Princeton University Library Chronicle an der Princeton University, wo Oberfranc bis zum 31. Dezember 2014 arbeitete. Der Chronicle erscheint seit 1939, sein Vorgänger Biblia erschien von 1930 bis 1938.

## Veröffentlichungen (Auswahl)
- Object Lessons, in: Thoreau Society Bulletin 240 (2002) 4 f.
- mit Alan M. Stahl (Hrsg.): The Rebirth of Antiquity. Numismatics, Archaeology, and Classical Studies in the Culture of the Renaissance, Princeton 2009.